# Ogcodes varius
Ogcodes varius este o specie de muște din genul Ogcodes, familia Acroceridae, descrisă de Pierre André Latreille în anul 1811. Conform Catalogue of Life specia Ogcodes varius nu are subspecii cunoscute.